# Burgstall Rothenstein (Heiligenstadt in Oberfranken)
Der Burgstall Rothenstein ist eine abgegangene Höhenburg auf dem 583,1 m ü. NHN hohen „Altenberg“ etwa 650 südsüdwestlich der Kirche von Burggrub bei Zoggendorf, Ortsteile des Marktes Heiligenstadt in Oberfranken im Landkreis Bamberg in Bayern.
Vermutlich wurde die Burg, die Ministerialensitz der Edelfreien von Schlüsselberg war, um 1200 erbaut und 1275 das Burgareal erstmals genannt. 1349 wurde die Burg selbst genannt, war aber bereits zerstört.
Von der ehemaligen Burganlage ist nur noch ein Graben mit Wall erhalten.